# Angèle Mukakayange
 (avril 2023).
Angèle Mukakayange est une femme politique rwandaise. 
Elle a été la première femme à être élue députée au Rwanda.
Angèle Mukakayange a été élue députée MDR-Parmehutu de Butare lors des élections générales rwandaises de 1965. Elle a perdu son siège aux élections de 1969 .